# Charles Greeley Abbot
Charles Greeley Abbot (født 31. maj 1872, død 17. december 1973) var amerikansk astrofysiker, der fra 1928 til 1944 var den femte direktør for Smithsonian Institution. Abbot avancerede i løbet af sin karriere fra at være leder af Smithsonian Astrophysical Observatory til først at blive stedfortrædende direktør og derefter direktør for Smithsonian Institution. Som astrofysiker undersøgte han solarkonstanten, og i sammenhæng med sit arbejde opfandt han solovnen, solfangeren samt anlæg til soldrevet destillation og udtog patent på andre opfindelser i relation til solenergi.

## Opvækst og uddannelse
Charles Greeley Abbots forældre drev en gård i Wilton, New Hampshire,, hvor han blev født som den yngste af fire børn. Som dreng byggede og opfandt han adskillige ting som f.eks. en esse til at reparere værktøj, et vandhjul, der kunne drive en sav, samt en cykel. Han gik ud af skolen som 13-årig for at blive tømrer, men vendte to år efter tilbage og gik på high school på Phillips Andover Academy. 
Da en ven skulle til Boston for at tage adgangseksamen til Massachusetts Institute of Technology, benyttede Abbot lejligheden til at besøge byen. Men efter ankomsten blev han utryg ved at færdes der alene og valgte i stedet at melde sig til den samme eksamen. Han bestod den, og hans familie indsamlede de midler, der var nødvendige for at sende ham til MIT i et år. Han studerede først til kemiingeniør, men skiftede snart til fysik.
I 1894 afsluttede han sit studium med en magistergrad i fysik. Abbot mødte Samuel P. Langley på MIT, som Langley besøgte på udkig efter en assistent. Han begyndte i 1895 at arbejde som medhjælper ved Smithsonian Astrophysical Observatory.

## Smithsonian Astrophysical Observatory
Mens han var ved Smithsonian Astrophysical Observatory (SAO), arbejdede Abbot under Samuel P. Langley. Da Langley skiftede område fra solstråling til aeronautik, overtog Abbot undersøgelserne af Solens stråling. I den forbindelse deltog Abbot i flere ekspeditioner. I 1900 tog han, sammen med Langley, til Wadesboro i North Carolina for at observere en solformørkelse, efterfulgt af en anden ekspedition til en formørkelse på Sumatra i 1901. Hans ekspeditioner førte ham i tidens løb til Algeriet, Egypten, Sydafrika, Australien og andre lande, ofte i samarbejde med National Geographic Society. Abbot blev administrerende direktør for SAO i 1906, og da Samuel P. Langley døde, blev Abbot i 1907 udnævnt til direktør for Smithsonian Astrophysical Observatory. Mens Langley stadig var direktør, havde han besøgt Mount Whitney og fundet stedet særdeles velegnet til at anlægge et observatorium. Abbot skaffede midler til at opføre det, og det blev bygget i 1909. Som direktør, hvilket han var indtil sin pensionering, oprettede Abbot et strålebiologisk laboratorium i 1929 for at studere strålings virkning på planter og andre organismer, hvilket medvirkede til at frembringe den første generation af forskere i biofysik i USA.

## Liv og arbejde som direktør for Smithsonian
Abbot blev vicedirektør for Smithsonian Institution i 1918, efter Frederick W. Trues død.  I denne position ledede han Smithsonians biblioteker, det internationale udvekslingsprogram og SAO. Han var også medstifter af Smithsonian Scientific Series, som var bøger der hjalp med til at rejse midler til Smithsonian.
Ti år senere, den 10. januar 1928, blev han udnævnt til femte direktør for Smithsonian efter Charles Doolittle Walcotts død. Han beholdt sin stilling som direktør for Astrophysical Observatory. I 1927 havde Walcott færdiggjort Smithsonians strategiske plan, som Abbot overtog ansvaret for som direktør. Smithsonian indledte en kampagne for indsamling af midler i 1929, som faldt sammen med begyndelsen på Wall Street-krakket. I sin embedsperiode ledede Abbot Smithsonians deltagelse i projekter under Works Progress Administration, herunder Federal Art Project. Projekterne omfattede nye bygninger og udsmykning ved Smithsonian National Zoological Park samt Smithsonians første medieprojekt, et radioshow med titlen The World is Yours. Programmet ophørte i 1942 på grund af 2. verdenskrig.  I 1930'erne blev en udvidelse af National Museum of Natural History godkendt, men blev først realiseret i 1960'erne. Instituttet for social antropologi blev overført til Smithsonian på dette tidspunkt, mens det ikke lykkedes Abbot også at indlemme National Gallery of Art i Smithsonian. Abbots rolle i United States National Museum var også minimal og varetoges primært af vicedirektør Alexander Wetmore.
Han var den første direktør for Smithsonian, der gik på pension, hvilket skete den 1. juli 1944. Han fik status som emeritus og kunne dermed fortsætte sin forskning. I hans direktørtid afholdtes den første feriefest på Smithsonian, og Abbot sang og spillede cello for de festende. Mens han var i Washington, var han diakon ved First Congregational Church. Han spillede ofte tennis på den tidligere bane ved Smithsonian Castle.

## Senere liv og eftermæle
Den 31. maj 1955 afholdt Smithsonian et fødselsdagsselskab for Abbot, der markerede hans 83. fødselsdag og hans tresårige forbindelse med Smithsonian. Ved begivenheden, der blev afholdt i Smithsonian Castle, afsløredes en buste af Abbot, skabt af Alicia Neatherly, som blev overdraget til National Gallery of Art.
Charles Greeley Abbot døde i en alder af 101 år i Maryland den 17. december 1973. Den amerikanske solenergi-forening American Solar Energy Society har opkaldt en udmærkelse efter ham, som gives for bidrag til forskning i solenergi. For sin forskning og sine bidrag til videnskaberne tildeltes Abbot en Henry Draper-medalje i 1910 og en Rumford-medalje i 1916.
I 1973 opkaldte den Internationale Astronomiske Union (IAU) nedslagskrateret Abbot på Månen efter ham.

## Forskning
Abbot begyndte sin astrofysiske forskning med at undersøge solens stråling og fortsatte med at optegne de mønstre, som optræder i solens cykliske  variationer. Med disse undersøgelser håbede han at kunne fastlægge solarkonstanten for at kunne give vejrforudsigelser. Han mente, at Solen var en variabel stjerne, som påvirkede Jordens vejr, hvilket gav anledning til kritik fra mange af hans samtidige. I 1953 opdagede han en forbindelse mellem solvariationerne og planeternes klimaer. Denne opdagelse gjorde det muligt at forudsige generelle klimamønstre op til 50 år frem i tiden. Han udførte feltarbejde ved Smithsonian Institution Shelter, som blev bygget i hans tid som direktør for SAO, ved Lick-observatoriet og ved Mount Wilson-observatoriet. Ved Lick samarbejdede han med W.W. Campbell. For at imødegå kritikere benyttede Abbot balloner med påmonterede pyrheliometere til sine målinger. Han var den første videnskabsmand i USA, der gjorde dette, og ballonerne nåede en højde på op mod 25 kilometer. En ballon sendte data tilbage, som gjorde det muligt for Abbot at bestemme solarkonstanten på det højeste punkt i Jordens atmosfære. I hans senere forskningskarriere vendte han sin interesse mod brug af solenergi.
Som instrumentmager opfandt han solovnen, der første gang blev opført ved Mount Wilson-observatoriet, og solfangeren, og han besad femten andre patenter med relation til solenergi.